# Le Roncenay-Authenay
Le Roncenay-Authenay foi uma antiga comuna francesa na região administrativa da Normandia, no departamento de Eure. Estendia-se por uma área de 8,82 km². Em 2010 a comuna tinha 403 habitantes (densidade: 45,7 hab./km²).
Em 1 de janeiro de 2016, passou a formar parte da nova comuna de Mesnils-sur-Iton.